# Contea di Hyde (Dakota del Sud)
La contea di Hyde ( in inglese Hyde County ) è una contea dello Stato del Dakota del Sud, negli Stati Uniti. La popolazione al censimento del 2000 era di 1 671 abitanti. Il capoluogo di contea è Highmore.